# عشق بی‌نظیر
عشق بی‌نظیر (به هندی: Anokha Pyar) و (به انگلیسی: Rare love) فیلمی هندی محصول سال ۱۹۴۸ و به کارگردانی ام. ای دارامسی است. در این فیلم بازیگرانی همچون دیلیپ کومار، نرگس دات و نالینی جایوانت ایفای نقش کرده‌اند.